# Zapole (powiat grodziski)
Zapole – wieś sołecka w Polsce położona w województwie mazowieckim, w powiecie grodziskim, w gminie Grodzisk Mazowiecki.
Powstała w 2009 z przekształcenia przysiółka o tej samej nazwie.